# 射水市立新湊小学校
射水市立新湊小学校 （いみずしりつ しんみなとしょうがっこう）は富山県射水市にかつて存在した公立小学校。

## 沿革
出典
- 1873年（明治6年）3月 - 新湊町川東第3小学校として開校。
- 1887年（明治20年）10月 - 卓立尋常高等小学校新設。
- 1895年（明治25年）4月 - 新湊尋常高等小学校と改称。
- 1913年（大正2年）6月 - 新湊尋常高等小学校校舎新築（赤レンガの校門）。6月11日に落成し、この日を創校記念日と定めた。
- 1923年（大正12年）4月 - 創校50周年記念式典挙行。校旗制定。
- 1946年（昭和21年）10月 - 校歌制定。（作詞：相馬御風、作曲：信時潔）
- 1958年（昭和33年）7月 - 新校舎落成式典挙行。校章制定。
- 1973年（昭和48年）6月 - 創校100周年記念式典挙行。モニュメント設置。
- 1983年（昭和58年）4月 - 創校110周年記念事業として、校旗を新調した。
- 1984年（昭和59年）9月 - 校歌ダンス制定。
- 1990年（平成2年）7月 - 新校舎建設工事着工。
- 1991年（平成3年）7月 - プール竣工。
- 1992年（平成4年）
  - 1月 - 新校舎（体育館除く）完成し、新校舎へ移転。
  - 3月 - 新校舎正門前に噴水池壁画「一期一会」完成。
- 1993年（平成5年）
  - 3月 - 新校舎並びに新体育館竣工式挙行。
  - 12月 - 新運動場完成。
- 2005年（平成17年）11月1日 - 新湊市と射水郡が統合した射水市発足により、射水市立新湊小学校と改称。
- 2006年（平成18年）1月 - 太陽光発電システム設置。
- 2010年（平成22年）4月 - 射水市立中伏木小学校を統合。
- 2014年（平成26年）12月 - 創校140周年記念式典挙行。
- 2019年（令和元年）9月 - 普通教室と特別教室に冷暖房設備設置。
- 2020年（令和2年）10月 - 1人に1台のタブレット導入。
- 2025年（令和7年）3月23日 - 閉校式を挙行。4月からは射水市立放生津小学校と統合し、射水市立新湊放生津小学校となる予定。旧校舎は2027年4月に大規模改修を終え、新湊放生津小学校の校舎として使用する予定（それまでは旧放生津小学校の校舎を使用）[3]。

## 通学区域
港町、庄川本町、本町一丁目～本町三丁目、放生津町1番～7番・19番～22番（旧・奈呉町域のみ）、桜町1番～17番、西新湊、三日曽根、善光寺、緑町1番～5番・7番～18番、中央町1番～12番・15番～19番・20番(15号～26号)、庄西町一丁目、庄西町二丁目（桜町・緑町・中央町はいずれも旧・獅子絵田を除く）

## 進学先
- 射水市立新湊中学校

## 学校周辺
- 大石川
- 高周波文化ホール
  - 射水市新湊図書館
- 射水市新湊中部公園
- 社会福祉法人射水万葉会新湊中部保育園 - 進学前保育園のひとつ
- 緑町公民館
- 桜町公民館

## アクセス
- 射水市コミュニティバス「きときと号」「①新湊・大門線（北系統）」で、「高周波文化ホール（新湊中央文化会館）」バス停下車後、すぐ近く。
- 万葉線新町口駅から、
  - 東側の校門まで、徒歩約280m弱・約4分。
  - 西側（新湊中央文化会館側）の校門まで、約410m弱・約6分。